# Sawako Yasumoto
Sawako Yasumoto (安本 紗和子 Yasumoto Sawako?), född 6 juli 1990, är en japansk fotbollsspelare som spelar för Mynavi Vegalta Sendai.
Sawako Yasumoto spelade 2 landskamper för det japanska landslaget.